# Paulette Duval
Paulette Duval (Buenos Aires, 5 maggio 1889 – Parigi, 12 giugno 1951) è stata un'attrice e ballerina francese naturalizzata statunitense.
All'epoca, venne considerata una delle più belle donne di Parigi.

## Filmografia
- Marthe, regia di Gaston Roudès (1920)
- Nero, regia di J. Gordon Edwards (1922)
- Monsieur Beaucaire, regia di Sidney Olcott (1924)
- L'uomo che prende gli schiaffi (He Who Gets Slapped), regia di Victor Sjöström (1924)
- My Husband's Wives, regia di Maurice Elvey (1924)
- Lady, una vera signora (The Lady), regia di Frank Borzage (1925)
- Costa meno a prender moglie (Cheaper to Marry), regia di Robert Z. Leonard (1925)
- Il trionfo dell'onestà (Man and Maid), regia di Victor Schertzinger (1925)
- Time, the Comedian, regia di Robert Z. Leonard (1925)
- Sporting Life, regia di Maurice Tourneur (1925)
- The Skyrocket, regia di Marshall Neilan (1926)
- Il delizioso peccatore (The Exquisite Sinner), regia di Phil Rosen e Josef von Sternberg (1926)
- Il principe azzurro (Beverly of Graustark), regia di Sidney Franklin (1926)
- Blarney, regia di Marcel De Sano (1926)
- Beware of Widows, regia di Wesley Ruggles (1927)
- The Magic Garden, regia di James Leo Meehan (1927)
- Twelve Miles Out, regia di Jack Conway (1927)
- Alias the Lone Wolf, regia di Edward H. Griffith (1927)
- Breakfast at Sunrise, regia di Malcolm St. Clair (1927)
- La donna divina (The Divine Woman), regia di Victor Sjöström (1928)
- Corona di fango (No Other Woman), regia di Lou Tellegen (1928)
- Lidoire, regia di Maurice Tourneur - cortometraggio (1933)